# Habiba Zehi Ben Romdhane
Habiba Zehi Ben Romdhane là bộ trưởng y tế của Tunisia. Cô nhậm chức trong chính phủ Tunisia tạm thời bắt đầu vào ngày 28 tháng 1 năm 2011, sau khi các cuộc biểu tình đã đánh bật một chính phủ độc tài lâu đời.
Habiba Zehi Ben Romdhane có bằng y tế công cộng từ Khoa Y tại Đại học Tunis (1978) và được đào tạo thêm về y tế công cộng tại Đại học Laval (1979), Đại học Chicago (1981) và Đại học Tokyo (1988). Cô là giáo sư y học dự phòng với Khoa Y tại Đại học Tunis và là trưởng phòng thí nghiệm nghiên cứu dịch tễ học và phòng ngừa các bệnh tim mạch và đã làm việc với Tổ chức Y tế Thế giới. Năm 2001, cô nhận được giải thưởng của Hiệp hội Khoa học Y khoa Maghreb. Cô là thành viên sáng lập của Liên đoàn dịch tễ học Tunisia và các hiệp hội y tế quốc gia và quốc tế khác.
Habiba Zehi Ben Romdhane đã đồng sáng lập Hiệp hội Phụ nữ Dân chủ Tunisia và Hiệp hội Nghiên cứu Phát triển Tunisia, và chương Tunisia của Tổ chức Ân xá Quốc tế.
Habiba Zehi Ben Romdhane sinh năm 1950 tại El Ksar thuộc tỉnh Gafsa của Tunisia. Chồng cô, Mahmoud Ben Romdhane, là một nhà kinh tế và là thành viên của đảng chính trị Phong trào Ettajdid.